# علیرضا فرزین
علیرضا فرزین (زادهٔ ۱۳۳۷ خرمشهر) عکاس، نویسنده و پژوهشگر در زمینه مردم‌شناسی و اهل خرم‌آباد است. وی دانش‌آموختهٔ رشته مردم‌شناسی است.

## فعالیت‌ها
علیرضا فرزین عکاسی خبری در زمینه جنگ و اجتماع و به‌ویژه عکاسی هنری با موضوعات مردم‌شناسی و طبیعت است. او افزون‌بر فعالیت‌های عکاسی و انتشار کتاب‌های متعدد دربارهٔ لرستان، در زمینه پژوهش‌های میدانی مردم‌شناسی نیز پروژه‌هایی را انجام داده‌‌است؛ از جمله مردم‌نگاری‌های شهرهای خرم‌آباد، الشتر و بروجرد و همچنین پژوهش‌های مردم‌شناسی در مورد گورنگاره‌های لرستان و فن‌آوری‌های سنتی تولید روستایی و عشایری که به صورت کتاب توسط پژوهشکده میراث فرهنگی ایران با عنوان «مشکه و مالار» منتشر گردیده‌اند.
از دیگر فعالیت‌های فرزین می‌توان به راه‌اندازی موزه مردم‌شناسی خرم‌آباد (واقع در قلعه فلک الافلاک) اشاره نمود که این پروژه حدود سه سال به طول انجامید و هم‌اکنون یکی از موزه‌های مردم‌شناسی معتبر ایران است.

## کتاب‌ها
- لرستان در گذر تاریخ - ۱۳۷۲ [۵]
- قلعه فلک الافلاک، دژ شاپورخواست - ۱۳۸۲[۴]
- گورنگاره‌های لرستان - ۱۳۸۴ [۶]
- مشکه و مالار - ۱۳۸۴ [۵]
- لرستان: سیمای طبیعی، تاریخی و فرهنگی - ۱۳۸۷ [۷][۸]
- کتاب خرم‌آباد - ١٣٩٠ [۹][۱۰]
- طبیعت لرستان - ١٣٩۴ [۱۱][۱۲]
- سه خانه قدیمی خرم آباد - ١٣٩٦ [۱۳]
- عشایر لر - ١٤٠٠ [۱۴][۱۵]

## نمایشگاه‌ها
- نمایشگاه عکس (انفرادی) با عنوان عشایر لر، موزه هنرهای معاصر، سال ۱۳۶۵
- نمایشگاه عکس (انفرادی) با عنوان گَلونَه (کوچ)، گالری نشر نقره، سال ۱۳۶۸